# Giuseppe Bergomi
Giuseppe Bergomi dit Beppe, né le 22 décembre 1963 à Milan en Lombardie, est un footballeur international italien, ayant évolué au poste de défenseur. 
Il effectue toute sa carrière avec l’équipe de Inter Milan avec laquelle il remporte le championnat d’Italie en 1989 et trois Coupes de l'UEFA. C’est aussi un joueur important dans la défense de l’équipe d'Italie avec laquelle il gagne la Coupe du monde 1982 à l'âge de 18 ans. Il continue à jouer en sélection jusqu'à la coupe du monde 1998.  
Il est considéré comme l'un des meilleurs défenseurs de sa génération. En 2007, le quotidien anglais The Times le place à la 9e position du classement des joueurs les plus rudes de tous les temps.
Il est actuellement commentateur sportif aux côtés de Fabio Caressa pour la chaîne télévisée Sky Sport.

## Biographie

### Carrière en club
Sa carrière débute avec l’Inter Milan en 1980 à l'âge de 17 ans. Il ne quittera jamais ce club. 
Il gagne plusieurs titres avec l'Inter, mais doit attendre 9 ans avant de remporter un premier « Scudetto » et davantage encore pour gagner des coupes européennes.
Il joue 519 rencontres en Série A, en inscrivant 23 buts, ainsi que 117 matches dans les compétitions européennes, et 122 matches en Coupe d’Italie (avec 5 buts).
Bergomi a également disputé 96 matchs de Ligue Europa durant sa carrière, ce qui représente le record de la compétition.

### Carrière internationale
Il est appelé en sélection nationale alors qu’il n’a que 18 ans et qu'il n’a alors joué que 30 rencontres de Série A.
Avec l'équipe d'Italie, il gagne la Coupe du monde 1982, devenant à 18 ans, 6 mois et 17 jours, le plus jeune joueur à remporter le trophée planétaire depuis Pelé (17 ans, 8 mois et 6 jours) lors de la Coupe du monde 1958. Remplaçant en début de compétition, il profite de la blessure de Fulvio Collovati lors du match face au Brésil pour entrer à la 34e minute (victoire 3-2). Il dispute ensuite en tant que titulaire, la demi-finale face à la Pologne (victoire 2-0) et la finale contre l'Allemagne de l'Ouest (victoire 3-1) où il parvient à contenir les assauts de Karl-Heinz Rummenigge, ballon d'or 1980 et 1981,.
Il participe également à la Coupe du monde 1986 et à la Coupe du monde 1990, durant laquelle l'Italie termine 3e.
Il participe aussi au Championnat d'Europe de football 1988.
À partir de 1991, Arrigo Sacchi prend en main la Squadra Azzurra et il écarte Bergomi du groupe. Il fait un retour surprise dans la sélection italienne lors de la Coupe du monde 1998 après ... 7 ans d'absence.
Au total, Bergomi est sélectionné 81 fois pour 6 buts en équipe d'Italie.

## Statistiques en championnat et en équipe d'Italie
| Année     | Équipe      | Championnat | Matchs | Buts | Équipe d'Italie         |
| --------- | ----------- | ----------- | ------ | ---- | ----------------------- |
| 1980-1981 | Inter Milan | Serie A     | 12     | 0    | -                       |
| 1981-1982 | Inter Milan | Serie A     | 24     | 2    | 4 sélections            |
| 1982-1983 | Inter Milan | Serie A     | 28     | 1    | 2 sélections            |
| 1983-1984 | Inter Milan | Serie A     | 25     | 0    | 10 sélections           |
| 1984-1985 | Inter Milan | Serie A     | 29     | 2    | 8 sélections            |
| 1985-1986 | Inter Milan | Serie A     | 30     | 5    | 7 sélections            |
| 1986-1987 | Inter Milan | Serie A     | 28     | 2    | 8 sélections et 3 buts  |
| 1987-1988 | Inter Milan | Serie A     | 28     | 1    | 11 sélections et 2 buts |
| 1988-1989 | Inter Milan | Serie A     | 32     | 1    | 8 sélections et 1 but   |
| 1989-1990 | Inter Milan | Serie A     | 33     | 2    | 14 sélections           |
| 1990-1991 | Inter Milan | Serie A     | 30     | 3    | 5 sélections            |
| 1991-1992 | Inter Milan | Serie A     | 29     | 0    | -                       |
| 1992-1993 | Inter Milan | Serie A     | 31     | 2    | -                       |
| 1993-1994 | Inter Milan | Serie A     | 31     | 0    | -                       |
| 1994-1995 | Inter Milan | Serie A     | 32     | 1    | -                       |
| 1995-1996 | Inter Milan | Serie A     | 27     | 0    | -                       |
| 1996-1997 | Inter Milan | Serie A     | 19     | 0    | -                       |
| 1997-1998 | Inter Milan | Serie A     | 28     | 0    | 4 sélections            |
| 1998-1999 | Inter Milan | Serie A     | 23     | 1    | -                       |

### Buts Internationaux
| Buts en sélection de Giuseppe Bergomi | Buts en sélection de Giuseppe Bergomi | Buts en sélection de Giuseppe Bergomi | Buts en sélection de Giuseppe Bergomi | Buts en sélection de Giuseppe Bergomi | Buts en sélection de Giuseppe Bergomi |
| #                                     | Date                                  | Lieu                                  | Adversaire                            | Résultats                             | Compétitions                          |
| ------------------------------------- | ------------------------------------- | ------------------------------------- | ------------------------------------- | ------------------------------------- | ------------------------------------- |
| 1                                     | 8 octobre 1986                        | Bologne, Italie                       | Grèce                                 | 2-0                                   | Match amical                          |
| 2                                     | 8 octobre 1986                        | Bologne, Italie                       | Grèce                                 | 2-0                                   | Match amical                          |
| 3                                     | 24 janvier 1987                       | Bergame, Italie                       | Malte                                 | 5-0                                   | Éliminatoires Euro 1988               |
| 4                                     | 20 février 1988                       | Bari, Italie                          | Russie                                | 4-1                                   | Match amical                          |
| 5                                     | 27 avril 1988                         | Luxembourg, Luxembourg                | Luxembourg                            | 3-0                                   | Match amical                          |
| 6                                     | 22 février 1989                       | Pise, Italie                          | Danemark                              | 1-0                                   | Match amical                          |

## Palmarès
- Vainqueur de la Coupe du monde 1982 avec l'équipe d'Italie
- Vainqueur de la Coupe de l'UEFA (3) : 1991, 1994 et 1998 avec l'Inter Milan
- Champion d'Italie (1) : 1989 avec l'Inter Milan
- Vainqueur de la Coupe d'Italie (1) : 1982 avec l'Inter Milan
- Vainqueur de la Supercoupe d’Italie (1) : 1989 avec l'Inter Milan
- Troisième de la Coupe du monde 1990 avec l'équipe d'Italie